# 全静脈麻酔

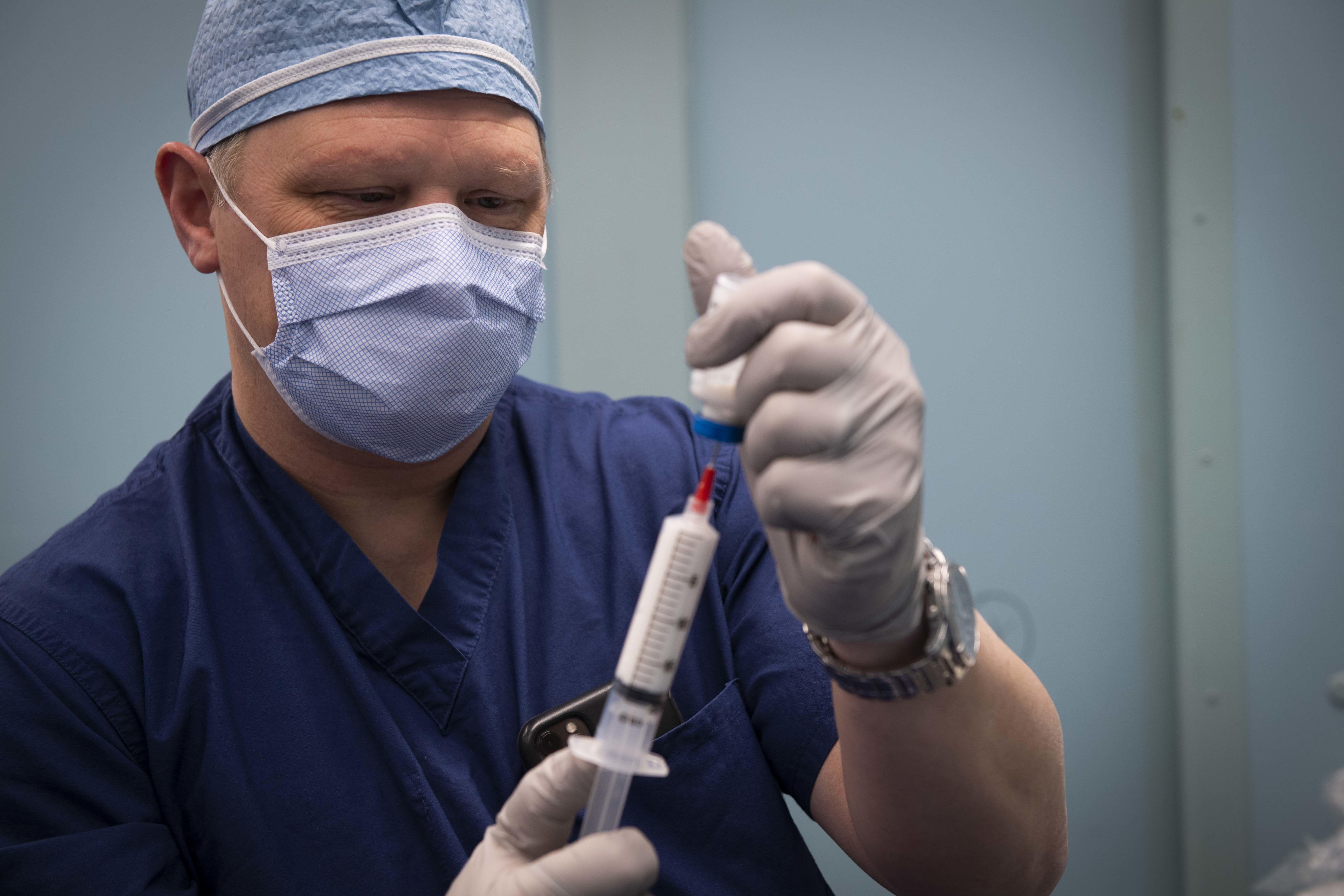
プロポフォールをバイアルから注射器に移している医師

全静脈麻酔（ぜんじょうみゃくますい、英: Total Intravenous Anesthesia: TIVA(ティバ又はティーバ)）とは、麻酔薬を静脈内に投与し、一時的に感覚や意識を失わせることである。「全」の意味するところは、全身麻酔において、麻酔導入や維持に一般に用いられる吸入麻酔薬を用いずに、静脈投与による麻酔薬のみで麻酔管理を完遂することである。

## 解説
1872年に抱水クロラールを用いたTIVAの最初の研究が行われ、 その後、様々な静脈麻酔薬が開発されたものの、100年以上麻酔法の主流とはならなかった。1986年に調節性の良好な麻酔薬であるプロポフォールが認可され、TIVAは術後の回復を促進するために、吸入麻酔を主とした全身麻酔の代替技術として様々な手術に採用されるようになった。TIVAに用いられるオピオイドは従来はフェンタニルが主流であったが、近年は半減期が短く調節性に優れるレミフェンタニルが多用されている。
TIVAの維持には、シリンジポンプと脳波モニタが使用されている。これらの機器により，プロポフォール，ケタミン，その他の麻酔薬の静脈内投与が容易になる。TIVAの実施中または実施後、患者は術中覚醒、痛覚過敏および潜在的な神経毒性のリスクが上昇する可能性がある。 これらのリスクを考慮し、肥満、高齢および小児患者には特に注意が必要とされる。 

## 「静脈麻酔」との違い
保険医療における診療報酬点数表の「静脈麻酔」と紛らわしい。こちらは「全身麻酔」と点数表に記載されてはいるのだが、医学的には気管挿管などの高度な気道確保を伴わない「鎮静」に属する。全静脈麻酔は高度な気道確保を伴う全身麻酔そのものである。間違って全静脈麻酔を静脈麻酔として保険請求してしまうと、最悪の場合、請求額が数十分の1から数百分の1になり、医療機関は経済的損害をこうむる。

## 日本における定義・分類
日本麻酔科学会が全国の麻酔科認定施設を対象に収集している麻酔症例データベース、JSA-PIMSにおいては、麻酔の3要素の鎮静、鎮痛、筋弛緩のうち、鎮静に亜酸化窒素も含めた吸入麻酔薬を用いず、静脈麻酔薬のみで管理した全身麻酔症例をTIVAと定義している。筋弛緩に関しては静注薬しか選択肢が無いが、鎮痛に関しては投与経路を静脈内に限定していない。つまり、鎮痛に関しては静脈麻酔以外の鎮痛方法、硬膜外麻酔や神経ブロックなどを併用していても分類、集計上はTIVAとなっている。麻酔の三要素全てを静脈内投与で行う全身麻酔を狭義のTIVAとすれば、この定義は広義のTIVAとでも言えるであろう。日本では麻酔科認定施設はJSA-PIMS導入が必須化されていることもあり、多くの麻酔科医は、TIVAは、この広義のTIVAとして認識しているものと考えられる。

## 歴史
19世紀半ばになると、静脈麻酔を可能にするための具体的な器具が開発された。1845年にフランシス・リンドが中空針を 、1853年にフランスの整形外科医シャルル・プラヴァーズ（Charles Pravaz）が注射器を開発し 、薬物の静脈内投与が可能になった。
この新しい投与方法を利用して、多くの化学物質が静脈麻酔薬としてテストされた。これは1872年にPierre-Cyprian Oreによって先駆的に行われ、彼は抱水クロラールを静脈麻酔薬として使用することを報告した。しかし、この初期の臨床試験は死亡率の高いものであった 。その後、1909年に全身麻酔薬としてヘドナールが開発されたが、効果時間が長いため、成功したとは言い難かった 。このような不十分な点から、静脈麻酔薬としてNoelとSouttarによるパラアルデヒド 、PeckとMeltzerによる硫酸マグネシウム 、中川によるエタノールが開発されることになったのである。
1954年には、麻酔の3要素である鎮痛をリドカイン、筋弛緩をスキサメトニウム、鎮静をチオペントンに分担させ、それぞれの要素を亜酸化窒素で補うという麻酔経験1000例が発表された。スキサメトニウムによる不整脈を、リドカイン、リドカインで起こり得る痙攣をチオペントンで、それぞれ抑制するという、薬理学的に一見、理にかなった方法ではあったが、この方法も普及しなかった。
プロポフォール（ジイソプロピルフェノール）は1970年代初頭にGlenらによって合成されたが 、最初の製剤は臨床試験中に多くの副作用が出たため、一時的に中止された。1983年、プロポフォールの脂質エマルジョン製剤が利用可能になり、臨床試験中に大きな可能性が認められた。1986年にヨーロッパで認可され、1989年に米国でアメリカ食品医薬品局の認可を受けた。プロポフォールは、血中・脳内濃度シミュレーションに必須である、明確に定義された薬理学的特性を持ち、さまざまな医療用途で世界中で使用されている。

## 適応
全静脈麻酔は、揮発性麻酔（つまり従来の吸入麻酔薬）の欠点を避けながら全身麻酔を導入するために用いられる。静脈麻酔薬は、第三期手術麻酔（意識不明、健忘無動、有害刺激に対する無反応）を維持するために安全な用量に滴定される  。TIVAの使用は、病的肥満患者など、揮発性麻酔のリスクが高い、あるいは不可能な場合に有利である。また、重大事故、災害、戦争などの外傷部位における麻酔薬の投与にも使用されている。また、全静脈麻酔は、運動誘発電位などの術中の電気生理学的モニタリング時の第1選択とされる。
TIVAの全体的な目標としては、以下が挙げられる。
- スムーズな麻酔の導入
- 信頼性が高く滴定可能な麻酔の維持
- 点滴を終了すると同時に、点滴した薬剤の効果から速やかに回復すること。

プロポフォールに基づくTIVAは、術後の回復プロファイルおよび快適性を著しく改善し、悪心および嘔吐を最小限に抑え、迅速な回復を促進し、血行動態がより安定し、低酸素性肺血管収縮を維持し、脳内圧を低下させ、臓器毒性のリスクを軽減する 。 これらの利点にもかかわらず、準備および維持に比較的費用がかかるため全身麻酔におけるTIVAの割合は小さい。がんの手術予後に関しては、吸入麻酔と比べて差があるか否か議論がわかれてきたが、2023年現在、有意な影響はないものと考えられている。

## 技術

### 投与量について
鎮静剤-催眠剤および補助剤の静脈内投与の用量は個々で異なる。薬力学的及び薬物動態学的な要因を患者ごとに考慮する必要がある（例えば、腎臓や肝臓の機能低下、血液異常、心筋障害などの患者） 。また、低血圧や呼吸抑制など用量に関連した副作用のリスクも存在する 。補助薬については、異なるクラスの麻酔薬の同時投与により相乗的な催眠効果が得られることが多い 。 特にγ-アミノ酪酸（GABA）A受容体に作用する薬剤で、異なる種類の受容体に作用する薬剤と併用することが多い。
鎮静-催眠薬と補助薬の薬物相互作用は、投与レジメンを固定できないことを示唆している 。 代わりに、投与は、特に肥満患者については、調整体重または推定除脂肪体重に基づくべきである。薬物投与は短い間隔（約20～60秒）で滴定することが推奨されている 。

### 装置
静脈内麻酔薬の投与は、さまざまな種類の注入装置による。輸液装置の例としては、スマートポンプ、シリンジポンプ、標的制御注入（TCI）装置などがある。

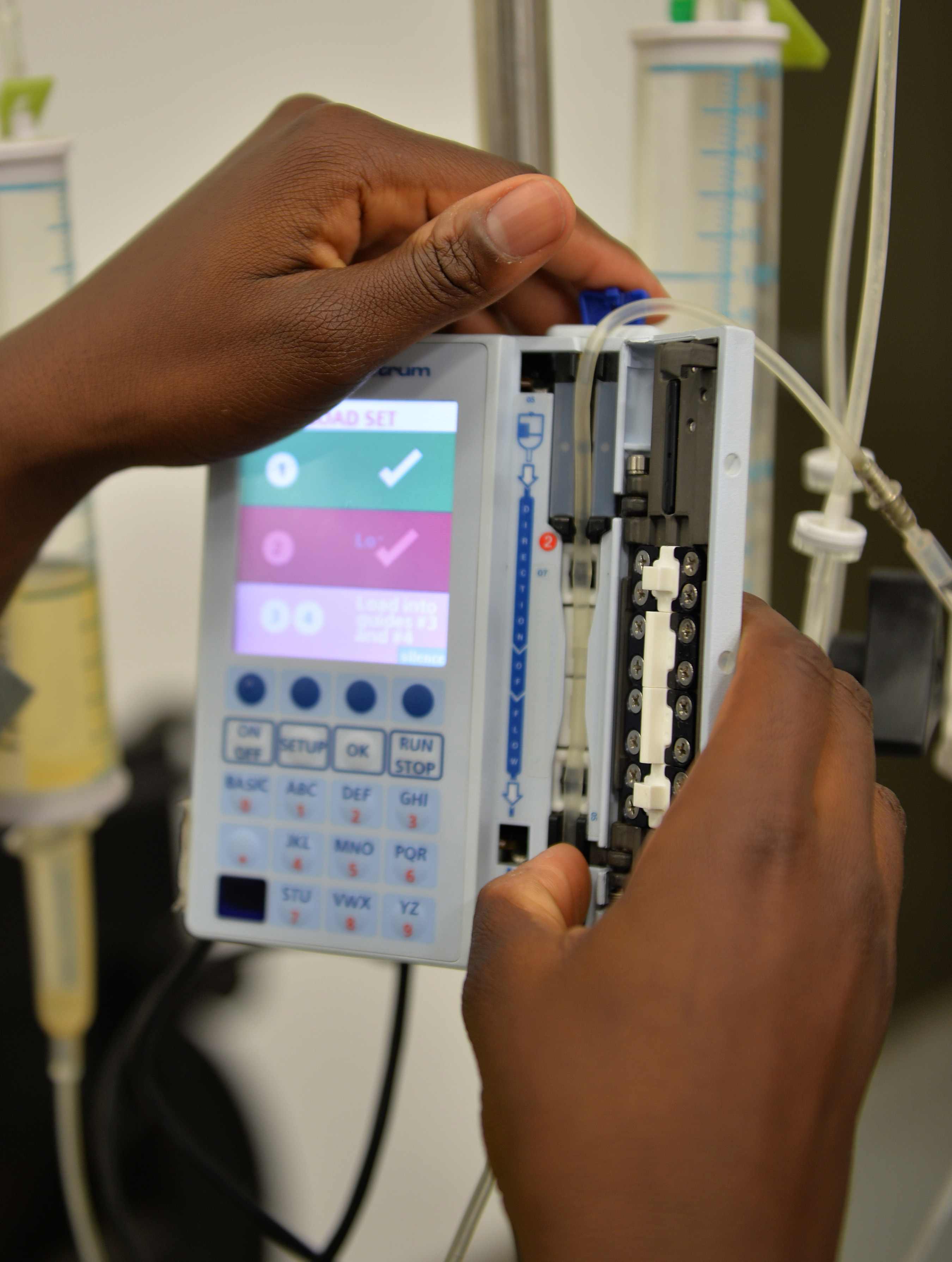
静脈内投与に使用されるスマートポンプ。

スマートポンプは、手術室で連続的に滴定する必要がある強力な麻酔薬や、血管拡張剤、強心剤などの様々な血管作動性薬剤の投与によく使用される 。スマートポンプは、施設の標準薬物ライブラリに基づいてあらかじめ設定された制限内で、注入速度をプログラムし安全量を投与するのには有利であるが、日本では使用が承認されていない。
シリンジポンプは、少量の導入薬を正確な速度で投与できる小型の輸液ポンプである 。 シリンジポンプの精度は、ポンププログラミング時のシリンジの選択次第である。ほとんどのポンプは、シリンジメーカー名が正しく入力されると、シリンジのサイズを自動的に識別することができる。
標的制御注入（TCI）システムは、脳内の麻酔薬の目標濃度を維持するために薬物動態学的および薬力学的モデリングを利用するコンピュータシステムによって支援される 。 TCIでは、臨床医が麻酔薬や他の薬剤の目標濃度を入力する必要があり、コンピュータが入力された濃度に必要な薬剤の量を計算し、輸液ポンプを使って計算されたボーラス量を投与する 。その後、コンピュータがシステム内の薬剤量を継続的に再計算して、効果部位での目標濃度を保つために必要な薬剤量を調節する。

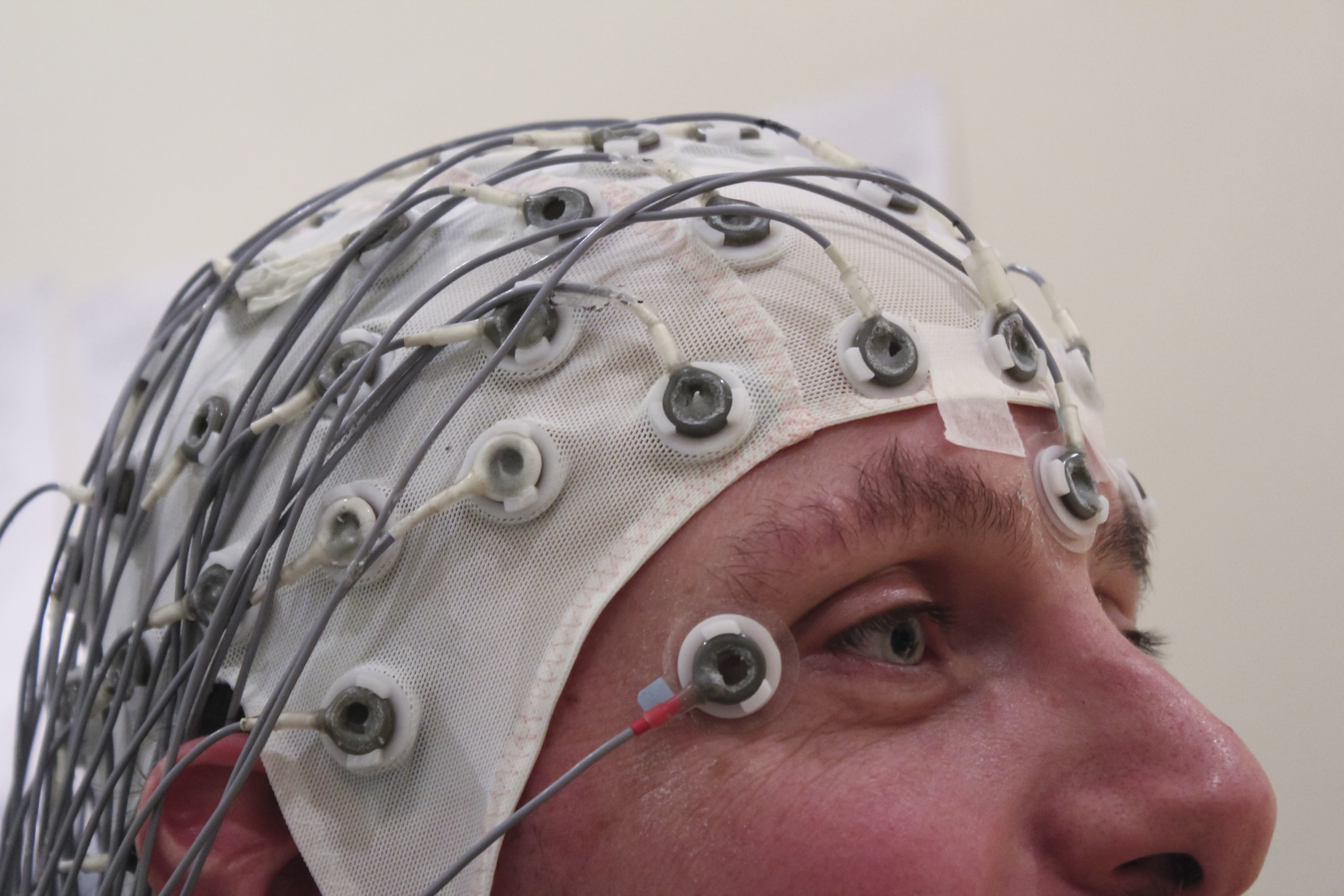
意識をモニターするための脳波記録キャップ。日本では市販されていない。

### 麻酔維持
TIVAでは、心拍数、血圧、意識状態の連続的な評価が麻酔薬の滴定に不可欠である 。麻酔深度の評価には数値変換処理された脳波モニターが用いられる 。しかし、被験者の意識状態と処理された脳波信号との間には、30秒前後のタイムラグがある。このため、麻酔導入時の有用性には限界がある。

## 注射薬について
プロポフォール、エトミデート、ケタミンは、TIVAを導入するための一般的な静脈内鎮静-催眠薬である 。 これらの薬剤は非常に脂溶性が高く、静脈内注射により迅速に麻酔を開始することができる  。 また、血液-脳関門を通過し脳へ効果的に灌流することができる 。しかしながら、これらの薬剤が脳から他の筋肉および脂肪組織へ急速に再分配されるため、作用時間が短いという問題がある 。TIVAの導入を補うために、鎮静-催眠剤に加えて補助剤を投与することが一般的である。

### 鎮静剤-催眠剤

#### プロポフォール
プロポフォールは、その迅速な作用発現と相殺、有益な特性および、まれな副作用のため、TIVAによる全身麻酔を維持するために通常選択される鎮静-催眠薬である  。その迅速な作用発現は、高い脂溶性、脳から身体の他の部分への迅速な再分配、および迅速なクリアランス（20～30mL/kg/分）に起因する。ほとんどのプロポフォールは肝臓で薬理学的に不活性な代謝物と抱合される。4～30時間の長い終末排泄半減期を有するが、典型的な導入投与後の血漿濃度は低いままである。
プロポフォールの利点には、「制吐、鎮痒、気管支拡張、および抗痙攣作用」があり 、 腎不全または肝不全のある患者にも適している 。プロポフォールの潜在的有害作用には、不適切な投与による低血圧および呼吸抑制、注射時の疼痛、および汚染のリスクがある。

#### エトミデート
エトミデートは、血圧、心拍出量、または心拍数を損なわないため、血行動態が不安定な患者に適している が、日本では販売されていない。その利点には、抗痙攣作用および血行動態の安定性がある。 潜在的な有害作用としては、術後の悪心・嘔吐の高い発生率、一過性の急性副腎機能不全、注射時の痛み、不随意ミオクロニー運動、鎮痛作用の欠如、気道抵抗の軽度増大がある。

#### ケタミン
ケタミンは、低血圧患者、または低血圧を発症するリスクのある患者（例えば、血液量減少、出血、敗血症または重度の心血管障害を有する患者）に適している 。 これは、ケタミンが血圧、心拍および心拍出量の上昇と関連しているためである 。その利点は、深い鎮痛作用、気管支拡張、および気道反射と自発呼吸を維持する能力である 。 もし、ルート確保が不可能ならば、筋肉注射で麻酔導入も可能である。しかし、心血管系および神経系機能に影響を及ぼし得る潜在的な有害作用はある。
心血管系に対する潜在的な有害作用は以下の通りである：
- 心拍数、血圧および心拍出量の上昇による心筋の酸素要求量の増加。
- 肺動脈圧の上昇。虚血性心疾患、全身性または肺高血圧症の患者では致命的となる可能性がある。
- コカインおよび三環系抗うつ薬の心血管系系に対する毒性が増加する。
- 高血圧、褐色細胞腫の頻脈性不整脈を悪化させる。
- 稀ではあるが、直接的に軽度の心筋抑制作用がある

神経活動に対する潜在的な有害作用は以下の通り:
- 精神異常作用の発生率が高い
- 脳血流および頭蓋内圧の上昇により、脳内酸素代謝率が上昇する可能性がある。
- 特異な脳波への作用により、コンピュータ処理された脳波値(BISなど)を誤って解釈する可能性がある。

### 同時投与薬剤
オピオイド、リドカイン、ミダゾラムは、導入剤注入時の痛みを最小限に抑えるために頻繁に投与される補助剤である。 また、交感神経ストレス反応、喉頭鏡操作または挿管時の咳反射を軽減し、相乗効果により鎮静を補うために用いられる。鎮静催眠剤は補助剤と併用するときは、相乗効果により減量することが望ましい。レミフェンタニルは調節性に優れ、1996年にTIVAにおけるその優れた特性が報告され、TIVAの鎮痛の主役を担うようになり、2019年のガイドラインでは使用を推奨されるに至った。
特定の補助薬の選択は、患者および処置に特有の要因に左右される。オピオイドは、TIVAの鎮痛成分として一般に投与される補助薬である。しかし、プロポフォールと併用すると、有害な降圧作用を増強する可能性がある。その他の潜在的な有害作用には、呼吸抑制、徐脈、せん妄および急性耐性の可能性がある。

## リスクと合併症

### 全身麻酔中の術中覚醒
TIVAは術中覚醒を起こす危険性が高い。吸入麻酔薬と異なり、静脈内投与薬には投与薬剤のモニタリングのための指標となる呼気終末麻酔濃度（ end-tidal anesthetic concentration : ETAC）がないため、適切に注入されているか否かは通常、麻酔科医の臨床判断に委ねられる。
TIVAによる術中覚醒の高い発生率は、いくつかの要因がある。第一に、無反応を維持するために必要な麻酔薬の脳内目標濃度がよく理解されていない 。プロポフォールの脳内目標濃度を確立することを目的とした研究はあるが、確立された投与範囲には高いばらつきがある 。第二に、静脈内カテーテルと挿入部位の監視が不十分なために、静脈内投与が損なわれる、いわゆる点滴漏れが発生していることがある 。第三に、神経筋遮断薬の使用は術中覚醒の危険因子であり、また術中覚醒時の際、患者が苦痛を訴えることそのものが困難になる 。

### オピオイド誘発性痛覚過敏
高用量のオピオイド（例：レミフェンタニル）の持続投与を伴うTIVAは、オピオイド誘発性痛覚過敏を引き起こす可能性がある。痛覚過敏の患者は慢性疼痛が増加し、手術後に多くの鎮痛薬を必要とするので、これは術後の疼痛コントロールを困難にする可能性がある。

### 神経毒性
長時間の麻酔薬曝露は、神経学的に有害な物質の発現の増加によって引き起こされる神経細胞の死およびシナプス形成の欠損 をもたらしうる。結果として生じる神経学的損傷は、特に高齢または幼少期の患者において認知能力の持続的な微妙な低下をもたらしうる 。ある動物研究は、オリゴデンドロサイトのアポトーシス変性と関連しているのでプロポフォールに同様の神経毒性特性があるかもしれないということを示している。

## 特別な配慮を要する患者群

### 肥満患者
肥満の患者では、TIVAにおいて、技術的および生理学的な問題がある。手術体位固定、末梢静脈カテーテル挿入および換気などの手技は、過剰な脂肪によって困難さを増す 。関連する生理学的および薬理学的変化には、低酸素血症に対して脆弱、安静時代謝率の低下および体重1kgあたりの心拍出量の減少がある 。 したがって、肥満ではない患者から得られた薬物投与モデルの使用は肥満患者に適さない。
肥満患者集団内でも、個人間の変動が大きいため、麻酔薬滴定の予測および情報取得における薬物動態モデルの精度が制限される。

### 小児
乳幼児は、薬物動態、薬力学および副作用の点において成人と異なる 。薬物動態の面では、薬剤のタンパク結合率、臓器機能および、身体組成(水、脂肪など)が大きく異なる 。標的臓器の薬剤に対する反応などの薬力学的効果も変化している 。 この知識に基づいて、小児患者において最適な臨床反応を達成し、毒性を回避するために用量を調整する 。一般に、小児では体格と機能の非線形性により、クリアランス（体内からの薬物の排泄）が大きくなる。

### 高齢者
加齢は、脂肪の増加、除脂肪体重と総体内水分量の減少に関連する 。 これらの要因は、脂溶性薬物の分布容積を増加させ、血漿濃度を低下させ、排泄を遅らせる  。高齢患者は一般に、初期の薬剤クリアランスが減少するため薬剤作用に対してより敏感になり、結果として血漿濃度が高くなり、したがって初期の薬効もより大きい。